# عودة القوات إلى ألمانيا
عودة القوات إلى ألمانيا Return of Forces to Germany (ويطلق عليها اختصارا REFORGER) هي اسم لمجموعة مناورات ضخمة لحلف الناتو، والتي أقيمت من قبل مرة أو أكثر في العام الواحد. بدأت في عام 1969 حتى عام 1993م عندما وضعت الحرب الباردة أوزارها.
هدف المناورات هو مراجعة وتحسين أداء القوات المشاركة للدول الأعضاء في مواجهة دول حلف وارسو. وتقوم الولايات المتحدة وحلفائها بإعداد القوات للعودة والتمركز في ألمانيا إذا ما طرأ شيء على ساحة المواجهة مع الكتلة الشرقية آنذاك.
ولم تعد تجرى تلك المناورات الآن بسبب انتهاء الحرب الباردة.